# یاویشوو
یاویشوو (به لاتین: Jawiszów) یک روستا در لهستان است که در گمینا کامیننا گورا واقع شده‌است.